# Hors jeu (film, 1976)
Pour plus de détails, voir Fiche technique et Distribution.
Hors jeu (titre original hongrois : Szépek és bolondok) est un film hongrois, réalisé par Péter Szász en 1976.

## Synopsis
István Ivicz, livreur de pain, n'est plus tout jeune, a le cœur mal en point, mais il n'en parle à personne et ne consulte pas le médecin. De plus, son existence lui paraît monotone. En réalité, les seuls moments passionnants d'István ce sont, chaque dimanche, ses quatre-vingt-dix minutes d'arbitrage de matches de football de troisième ordre. Comme il est énoncé dans le film, István a deux vies : une vie propre et une vie meilleure. Le dimanche, celle-ci l'emporte nettement... À l'automne, alors que la saison de football est terminée, des changements vont pourtant se produire dans la vie d'Ivicz...

## Fiche technique
- Titre du film : Hors jeu
- Titre original : Szépek és bolondok
- Réalisation et scénario : Péter Szász
- Photographie : Lajos Koltai, Eastmancolor
- Musique : Gábor Presser, György Vukán
- Production : Studio Hunnia, Budapest
- Durée : 105 minutes
- Pays d'origine : Hongrie
- Année de réalisation : 1976
- Genre : Comédie dramatique

## Distribution
- Ferenc Kállai : Ivicz
- Gyula Bodrogi : Fedák (Charlie)
- Tamás Andor : Gadacsi
- Judit Meszléry : la belle pâtissière
- Nóra Tábori : Nelli

## Commentaire
- « Tout le film est imbu de quelque lyrisme grotesque, le spectateur vacille entre le rire, l'attendrissement et l'étonnement. C'est là l'essence de ce film. Au lieu de décisions de grande portée, (...) il s'engage à agrandir au microscope un jour d'un homme moyen. (...) Ce n'est pas une photo, non plus une caricature, c'est davantage. Le style est un style de chambre, l'humour est retenu. C'est le film de petits sourires. On ne peut lui coller une étiquette, il est inclassable. » (in: Perspectives du cinéma hongrois, Hungarofilm Budapest, Festival cinématographique, Paris 1977)